# Исследования по усилению функций вирусов
Исследования по усилению функций вирусов (англ. Gain-of-function research, GoFR) — изучение свойств патогенных вирусов и их потенциальных изменений с помощью их модификации в лабораторных условиях с применением методов молекулярной биологии. Такие модифицированные вирусы тестируются на живых клетках, чтобы изучить изменения их функций. Полученные в результате таких исследований данные применяются для предупреждения распространения заболеваний.

## Польза
Знание того, что делает вирус более опасным, позволяет подготовить контрмеры, такие как разработка вакцин и лекарственных препаратов для предупреждения и лечения соответствующих заболеваний.

## Риски
Если в лабораториях, где проводятся исследования по усилению функций вирусов, не соблюдается меры биобезопасности, то это может привести к неконтролируемому распространению патогена, что может вызвать эпидемию. Кроме того, следует учитывать, что такие исследования являются исследованиями двойного назначения, которые могут использоваться для создания биологического оружия.
В 2014 году из-за разгоревшейся дискуссии о возможных рисках правительство США приостановило финансирование проектов по отдельным исследованиям с усилением функции патогенов, включающим вирусы гриппа, MERS и SARS. Однако, тем не менее, Национальные институты здравоохранения США одобрили продолжение эксперимента по проекту «Создание инфекционных клонов SARS-подобных CoVs летучих мышей», которые были начаты до того, как правительство США ввело этот мораторий, а в 2017 году мораторий был отменён.
Дискуссии о рисках исследований по усилению функций патогенов приобрели особое значение в связи с теориями о лабораторной утечке COVID-19. Так, на слушаниях в Конгрессе США 11 мая 2021 года о роли Энтони Фаучи как главного медицинского советника президента США сенатор Рэнд Пол заявил, что учёные США сотрудничали с Уханьским институтом вирусологии, передавая ему информацию о том, как создать «супервирусы», и что такие исследования Уханьского института финансировались Национальными институтами здравоохранения США. Фаучи на это ответил, что Национальные институты здравоохранения США никогда не финансировали исследования по усилению функций патогенов, проводившиеся Уханьским институтом вирусологии.
Ряд учёных критиковал правила исследований по усилению функций патогенов, действующие в США.
5 мая 2025 года президент США Дональд Трамп подписал указ о приостановке федерального финансирования исследований по усилению функций патогенов.